# Winslow, Buckinghamshire
Winslow är en ort och civil parish i Storbritannien.   Den ligger i kommunen Buckinghamshire och riksdelen England, i den södra delen av landet, 70 km nordväst om huvudstaden London. Winslow ligger 119 meter över havet och antalet invånare är 4 620.
Terrängen runt Winslow är platt. Runt Winslow är det ganska tätbefolkat, med 192 invånare per kvadratkilometer. Närmaste större samhälle är Milton Keynes, 13,9 km nordost om Winslow. Trakten runt Winslow består till största delen av jordbruksmark.